# Quatrième circonscription des Bouches-du-Rhône
La quatrième circonscription des Bouches-du-Rhône est l'une des 16 circonscriptions législatives que compte le département français des Bouches-du-Rhône (13), situé en région Provence-Alpes-Côte d'Azur.
Elle est située dans la ville de Marseille, couvrant actuellement ses 1er, 2e et 3e arrondissements, ainsi qu'une partie des 5e et 6e arrondissements. Elle est représentée à l'Assemblée nationale lors de la XVIIe législature de la Cinquième République par Manuel Bompard, député de La France insoumise.

## Description géographique et démographique

### De 1958 à 1986
La quatrième circonscription des Bouches-du-Rhône était composée de :
- le 14e arrondissement de Marseille ;
- le 15e arrondissement de Marseille ;
- le 16e arrondissement de Marseille ;

### De 1988 à 2010
La quatrième circonscription des Bouches-du-Rhône était composée de :
- Canton de Marseille-La Belle-de-Mai
- Canton de Marseille-Saint-Mauront
- Canton de Marseille-Verduron

### Depuis 2010
La quatrième circonscription des Bouches-du-Rhône, entièrement urbaine, s'étend sur le centre-ville de Marseille, regroupant les 1er, 2e et 3e arrondissements et partiellement les 5e et 6e arrondissements autour du cours Julien.
Plus précisément, elle comprend :
- les 1er, 2e et 3e arrondissements dans leur totalité ;
- la partie ouest du 5e arrondissement située à l'ouest d'une ligne définie depuis la limite du 4e arrondissement, par l'axe des rues du Progrès, Benoît-Malon, Vitalis, Saint-Pierre jusqu'à la limite du 6e arrondissement[1].
- la partie est du 6e arrondissement située à l'est d'une ligne définie par l'axe des rues de Rome, boulevard Louis-Salvator, rue des Bergers, rue de Lodi, boulevard Baille, jusqu'à la limite des 1er et 5e arrondissements[2].

## Historique du découpage de la 4ecirconscription
De 1986 jusqu'en 2012, la quatrième circonscription des Bouches-du-Rhône s'étendait sur l'ouest des quartiers nord de la ville de Marseille, du quartier de la Joliette jusqu'à celui de l'Estaque. Elle regroupait les cantons de La Belle-de-Mai, Saint-Mauront et Verduron.

## Historique des résultats
| Législature | Début de mandat  | Fin de mandat   | Député             | Parti politique | Observations |
| ----------- | ---------------- | --------------- | ------------------ | --------------- | --- |
| Ire         | 9 décembre 1958  | 9 octobre 1962  | François Billoux   | PCF             | Mandat écourté à la suite d'une dissolution parlementaire décidée par Charles de Gaulle.                                                                       |
| IIe         | 6 décembre 1962  | 2 avril 1967    | François Billoux   | PCF             | |
| IIIe        | 3 avril 1967     | 30 mai 1968     | François Billoux   | PCF             | Mandat écourté à la suite d'une dissolution parlementaire décidée par Charles de Gaulle.                                                                       |
| IVe         | 11 juillet 1968  | 1er avril 1973  | François Billoux   | PCF             | |
| Ve          | 2 avril 1973     | 14 janvier 1978 | François Billoux   | PCF             | Décédé, son suppléant lui succède. |
| Ve          | 15 janvier 1978  | 2 avril 1978    | Pascal Posado      | PCF             | Décédé, son suppléant lui succède. |
| VIe         | 3 avril 1978     | 22 mai 1981     | Guy Hermier        | PCF             | Mandat écourté à la suite d'une dissolution parlementaire décidée par François Mitterrand.                                                                     |
| VIIe        | 2 juillet 1981   | 1er avril 1986  | Guy Hermier        | PCF             | |
| VIIIe       | 2 avril 1986     | 14 mai 1988     | Aucun              | Aucun           | Proportionnelle par département, pas de député par circonscription. Mandat écourté à la suite d'une dissolution parlementaire décidée par François Mitterrand. |
| IXe         | 23 juin 1988     | 1er avril 1993  | Guy Hermier        | PCF             | |
| Xe          | 2 avril 1993     | 21 avril 1997   | Guy Hermier        | PCF             | Maire du huitième secteur de Marseille. Mandat écourté à la suite d'une dissolution parlementaire décidée par Jacques Chirac.                                  |
| XIe         | 1er juin 1997    | 29 juillet 2001 | Guy Hermier        | PCF             | Maire du huitième secteur de Marseille. Décédé, son suppléant, également conseiller général du canton de Marseille-La Belle-de-Mai, lui succède.               |
| XIe         | 29 juillet 2001  | 18 juin 2002    | Jean Dufour        | PCF             | Maire du huitième secteur de Marseille. Décédé, son suppléant, également conseiller général du canton de Marseille-La Belle-de-Mai, lui succède.               |
| XIIe        | 19 juin 2002     | 19 juin 2007    | Frédéric Dutoit    | PCF             | Maire du huitième secteur de Marseille. |
| XIIIe       | 20 juin 2007     | 19 juin 2012    | Henri Jibrayel     | PS              | Conseiller général du canton de Marseille-Verduron. |
| XIVe        | 20 juin 2012     | 20 juin 2017    | Patrick Mennucci   | PS              | Maire du premier secteur de Marseille. |
| XVe         | 21 juin 2017     | 21 juin 2022    | Jean-Luc Mélenchon | LFI             | Député européen de la circonscription Sud-Ouest. |
| XVIe        | 22 juin 2022     | 9 juin 2024     | Manuel Bompard     | LFI             | Député européen. Mandat écourté à la suite d'une dissolution parlementaire décidée par Emmanuel Macron.                                                        |
| XVIIe       | 1er juillet 2024 | En cours        | Manuel Bompard     | LFI             | |

## Résultats électoraux

### Élections législatives de 1958
| Candidat       | Candidat             | Parti          | Premier tour | Premier tour | Second tour | Second tour |  |
| Candidat       | Candidat             | Parti          | Voix         | %            | Voix        | %           |  |
| -------------- | -------------------- | -------------- | ------------ | ------------ | ----------- | ----------- |  |
|                | François Billoux élu | PCF            | 18 227       | 47,05        | 19 288      | 48,48       |  |
|                | Robert Tarrazi       | SFIO           | 10 854       | 28,02        | 15 953      | 40,09       |  |
|                | Henri Birri          | CR             | 3 100        | 8            | 4 548       | 11,43       |  |
|                | Jean-Paul Lacassin   | MRP            | 2 328        | 6,01         | Retrait     | Retrait     |  |
|                | Maurice Gastal       | UNR            | 2 063        | 5,33         | Retrait     | Retrait     |  |
|                | Gérard Dubost        | Radcent        | 1 696        | 4,38         |             |             |  |
|                | Albert Constant      | UFF            | 469          | 1,21         |             |             |  |
|                |                      |                |              |              |             |             |  |
| Inscrits       | Inscrits             | Inscrits       | 55 953       | 100,00       | 55 959      | 100,00      |  |
| Abstentions    | Abstentions          | Abstentions    | 16 527       | 29,54        | 15 618      | 27,91       |  |
| Votants        | Votants              | Votants        | 39 426       | 70,46        | 40 341      | 72,09       |  |
| Blancs et nuls | Blancs et nuls       | Blancs et nuls | 689          | 1,75         | 552         | 1,37        |  |
| Exprimés       | Exprimés             | Exprimés       | 38 737       | 98,25        | 39 789      | 98,63       |  |

La suppléante de François Billoux était Jacqueline Cristofol, ancienne résistante, avocate au barreau de Marseille.

### Élections législatives de 1962
|                | François Billoux sortant réélu | PCF            | 18 232 | 52,85  |  |  |  |
|                | Henri Birri                    | UNR-UDT        | 6 877  | 19,94  |  |  |  |
|                | Robert Tarrazi                 | SFIO           | 6 248  | 18,11  |  |  |  |
|                | Jean-Paul Lacassin             | MRP            | 2 239  | 6,49   |  |  |  |
|                | Lucien Lorenzi                 | Extrême droite | 901    | 2,61   |  |  |  |
|                |                                |                |        |        |  |  |  |
| Inscrits       | Inscrits                       | Inscrits       | 58 610 | 100,00 |  |  |  |
| Abstentions    | Abstentions                    | Abstentions    | 23 450 | 40,01  |  |  |  |
| Votants        | Votants                        | Votants        | 35 160 | 59,99  |  |  |  |
| Blancs et nuls | Blancs et nuls                 | Blancs et nuls | 663    | 1,89   |  |  |  |
| Exprimés       | Exprimés                       | Exprimés       | 34 497 | 98,11  |  |  |  |

Le suppléant de François Billoux était Yvon Guichard, instituteur, conseiller général du canton de Marseille-VII, conseiller municipal de Marseille.

### Élections législatives de 1967
|                | François Billoux sortant réélu | PCF            | 24 055 | 53,64  |  |  |  |
|                | Antoine Tafani                 | UD-Ve          | 10 201 | 22,75  |  |  |  |
|                | Auguste Gastaldello            | SFIO (FGDS)    | 6 593  | 14,7   |  |  |  |
|                | Henri Rampal                   | CD (PDM)       | 2 253  | 5,02   |  |  |  |
|                | Maurice Rollet                 | REL            | 1 743  | 3,89   |  |  |  |
|                |                                |                |        |        |  |  |  |
| Inscrits       | Inscrits                       | Inscrits       | 60 453 | 100,00 |  |  |  |
| Abstentions    | Abstentions                    | Abstentions    | 14 649 | 24,23  |  |  |  |
| Votants        | Votants                        | Votants        | 45 804 | 75,77  |  |  |  |
| Blancs et nuls | Blancs et nuls                 | Blancs et nuls | 959    | 2,09   |  |  |  |
| Exprimés       | Exprimés                       | Exprimés       | 44 845 | 97,91  |  |  |  |

Le suppléant de François Billoux était Pascal Posado, ancien métallurgiste, conseiller municipal de Marseille.

### Élections législatives de 1968
|                | François Billoux sortant réélu | PCF                       | 22 390 | 50,55  |  |  |  |
|                | Henri Birri                    | Divers droite (Gaulliste) | 7 861  | 17,75  |  |  |  |
|                | Antoine Tafani                 | UDR (URP)                 | 7 210  | 16,28  |  |  |  |
|                | Lucien Moutet                  | SFIO (FGDS)               | 5 467  | 12,34  |  |  |  |
|                | André Nodin                    | PSU                       | 1 367  | 3,09   |  |  |  |
|                |                                |                           |        |        |  |  |  |
| Inscrits       | Inscrits                       | Inscrits                  | 62 590 | 100,00 |  |  |  |
| Abstentions    | Abstentions                    | Abstentions               | 17 533 | 28,01  |  |  |  |
| Votants        | Votants                        | Votants                   | 45 057 | 71,99  |  |  |  |
| Blancs et nuls | Blancs et nuls                 | Blancs et nuls            | 762    | 1,69   |  |  |  |
| Exprimés       | Exprimés                       | Exprimés                  | 44 295 | 98,31  |  |  |  |

Le suppléant de François Billoux était Pascal Posado.

### Élections législatives de 1973
|                | François Billoux sortant réélu | PCF            | 26 188 | 52,9   |  |  |  |
|                | Jacques Godard                 | PS (UGSD)      | 9 751  | 19,7   |  |  |  |
|                | Antoine Tafani                 | UDR (URP)      | 7 694  | 15,54  |  |  |  |
|                | Jean-Marc Gazagnaire           | Rad (MR)       | 2 745  | 5,55   |  |  |  |
|                | Jean-Pierre Fouque             | CNIP           | 1 315  | 2,66   |  |  |  |
|                | Théodore Balalas               | FN             | 926    | 1,87   |  |  |  |
|                | Annick Marsault                | LO             | 884    | 1,79   |  |  |  |
|                |                                |                |        |        |  |  |  |
| Inscrits       | Inscrits                       | Inscrits       | 68 904 | 100,00 |  |  |  |
| Abstentions    | Abstentions                    | Abstentions    | 18 484 | 26,83  |  |  |  |
| Votants        | Votants                        | Votants        | 50 420 | 73,17  |  |  |  |
| Blancs et nuls | Blancs et nuls                 | Blancs et nuls | 917    | 1,82   |  |  |  |
| Exprimés       | Exprimés                       | Exprimés       | 49 503 | 98,18  |  |  |  |

Le suppléant de François Billoux était Pascal Posado. Pascal Posado remplaça François Billoux, décédé, du 15 janvier au 2 avril 1978.

### Élections législatives de 1978
|                | Guy Hermier élu   | PCF                  | 31 283 | 50,67  |  |  |  |
|                | Raymond Lecler    | RPR                  | 13 411 | 21,72  |  |  |  |
|                | Jacques Godard    | PS                   | 13 294 | 21,53  |  |  |  |
|                | Philippe Bartoli  | MDD                  | 1 483  | 2,4    |  |  |  |
|                | Christian Garnier | Extrême gauche (OCT) | 1 116  | 1,81   |  |  |  |
|                | Claudine Rodinson | LO                   | 812    | 1,32   |  |  |  |
|                | Henri Mandrile    | UOPDP                | 342    | 0,55   |  |  |  |
|                |                   |                      |        |        |  |  |  |
| Inscrits       | Inscrits          | Inscrits             | 82 200 | 100,00 |  |  |  |
| Abstentions    | Abstentions       | Abstentions          | 19 358 | 23,55  |  |  |  |
| Votants        | Votants           | Votants              | 62 842 | 76,45  |  |  |  |
| Blancs et nuls | Blancs et nuls    | Blancs et nuls       | 1 101  | 1,75   |  |  |  |
| Exprimés       | Exprimés          | Exprimés             | 61 741 | 98,25  |  |  |  |

Le suppléant de Guy Hermier était Pascal Posado, député sortant.

### Élections législatives de 1981
|                                                         | Guy Hermier sortant réélu | PCF            | 24 811 | 51,02  |  |  |  |
|                                                         | Danielle Di Scala         | PS             | 12 635 | 25,98  |  |  |  |
|                                                         | Charles Prunet            | RPR (UNM)      | 8 869  | 18,24  |  |  |  |
|                                                         | Jean-François Amoros      | FN             | 1 131  | 2,33   |  |  |  |
|                                                         | Noëlle Mas                | LCR            | 698    | 1,44   |  |  |  |
|                                                         | Claudine Rodinson         | LO             | 489    | 1,01   |  |  |  |
|                                                         | Yves Giana                | PFN            | 1      | 0,00   |  |  |  |
|                                                         |                           |                |        |        |  |  |  |
| Inscrits                                                | Inscrits                  | Inscrits       | 83 843 | 100,00 |  |  |  |
| Abstentions                                             | Abstentions               | Abstentions    | 34 645 | 41,32  |  |  |  |
| Votants                                                 | Votants                   | Votants        | 49 198 | 58,68  |  |  |  |
| Blancs et nuls                                          | Blancs et nuls            | Blancs et nuls | 564    | 1,15   |  |  |  |
| Exprimés                                                | Exprimés                  | Exprimés       | 48 634 | 98,85  |  |  |  |
| Source : Data.gouv.fr et Professions de foi du 1er tour |                           |                |        |        |  |  |  |

Le suppléant de Guy Hermier était Pascal Posado.

### Élections législatives de 1988
| Candidat       | Candidat              | Parti          | Premier tour | Premier tour | Second tour | Second tour |  |
| Candidat       | Candidat              | Parti          | Voix         | %            | Voix        | %           |  |
| -------------- | --------------------- | -------------- | ------------ | ------------ | ----------- | ----------- |  |
|                | Guy Hermier élu       | PCF            | 11 113       | 34,88        | 21 656      | 63,54       |  |
|                | André Isoardo         | FN             | 8 900        | 27,93        | 12 429      | 36,46       |  |
|                | Jean-Jacques Leonetti | PS             | 7 898        | 24,79        | Retrait     | Retrait     |  |
|                | Joseph Rimmaudo       | UDF (PR) (URC) | 3 571        | 11,21        |             |             |  |
|                | Patrick Lopez         | Divers droite  | 382          | 1,20         |             |             |  |
|                |                       |                |              |              |             |             |  |
| Inscrits       | Inscrits              | Inscrits       | 56 592       | 100,00       | 56 584      | 100,00      |  |
| Abstentions    | Abstentions           | Abstentions    | 24 321       | 42,98        | 21 419      | 37,85       |  |
| Votants        | Votants               | Votants        | 32 271       | 57,02        | 35 165      | 62,15       |  |
| Blancs et nuls | Blancs et nuls        | Blancs et nuls | 407          | 1,26         | 1 080       | 3,07        |  |
| Exprimés       | Exprimés              | Exprimés       | 31 864       | 98,74        | 34 085      | 96,93       |  |

Le suppléant de Guy Hermier était Roger Donadio, conseiller général du Canton de Marseille-La Belle-de-Mai, Vice-Président du Conseil général. Roger Donadio est décédé en 1993.

### Élections législatives de 1993
| Candidat                                              | Candidat                  | Parti          | Premier tour | Premier tour | Second tour | Second tour |  |
| Candidat                                              | Candidat                  | Parti          | Voix         | %            | Voix        | %           |  |
| ----------------------------------------------------- | ------------------------- | -------------- | ------------ | ------------ | ----------- | ----------- |  |
|                                                       | Marie-Claude Roussel      | FN             | 7 834        | 29,15        | 12 424      | 45,28       |  |
|                                                       | Guy Hermier sortant réélu | PCF            | 7 310        | 27,20        | 15 013      | 54,72       |  |
|                                                       | André Isoardo             | CNIP           | 4 331        | 16,11        |             |             |  |
|                                                       | Charles-Émile Loo         | PS (ADFP)      | 3 089        | 11,49        |             |             |  |
|                                                       | Lucien Vassal             | RPR            | 1 942        | 7,23         |             |             |  |
|                                                       | Daniel Bret               | Les Verts (EÉ) | 1 116        | 4,15         |             |             |  |
|                                                       | André Gioanni             | LT-LNÉ         | 752          | 2,80         |             |             |  |
|                                                       | Patrick Grenier           | LO             | 250          | 1,30         |             |             |  |
|                                                       | Abderrhamane Tabet        | Divers         | 153          | 0,57         |             |             |  |
|                                                       |                           |                |              |              |             |             |  |
| Inscrits                                              | Inscrits                  | Inscrits       | 49 043       | 100,00       | 49 043      | 100,00      |  |
| Abstentions                                           | Abstentions               | Abstentions    | 21 216       | 43,26        | 20 018      | 40,82       |  |
| Votants                                               | Votants                   | Votants        | 27 827       | 56,74        | 29 025      | 59,18       |  |
| Blancs et nuls                                        | Blancs et nuls            | Blancs et nuls | 950          | 3,41         | 1 588       | 5,47        |  |
| Exprimés                                              | Exprimés                  | Exprimés       | 26 877       | 96,59        | 27 437      | 94,53       |  |
| Source : Data.gouv et Le Monde des 23 et 30 mars 1993 |                           |                |              |              |             |             |  |

Le suppléant de Guy Hermier était Jean Dufour, conseiller régional, conseiller général du canton de Marseille-La Belle-de-Mai.

### Élections législatives de 1997
| Candidat       | Candidat                  | Parti             | Premier tour | Premier tour | Second tour | Second tour |  |
| Candidat       | Candidat                  | Parti             | Voix         | %            | Voix        | %           |  |
| -------------- | ------------------------- | ----------------- | ------------ | ------------ | ----------- | ----------- |  |
|                | Jean-Jacques Susini       | FN                | 7 875        | 30,89        | 10 960      | 41,64       |  |
|                | Guy Hermier sortant réélu | PCF               | 7 733        | 30,34        | 15 363      | 58,36       |  |
|                | Michel Dary               | PRS               | 3 740        | 14,67        |             |             |  |
|                | Bernard Chatel            | RPR               | 2 787        | 10,93        |             |             |  |
|                | Jean-Jacques Léonetti     | IR                | 847          | 3,32         |             |             |  |
|                | Lucien Vassal             | GÉ                | 628          | 2,45         |             |             |  |
|                | Sylvie Moyen              | LO                | 572          | 2,23         |             |             |  |
|                | Jacob Hammou              | LT-LNÉ            | 347          | 1,36         |             |             |  |
|                | François Marsala          | MPF (LDI)         | 309          | 1,21         |             |             |  |
|                | Patrick Savatier          | Divers écologiste | 276          | 1,08         |             |             |  |
|                | Marie-Christine Blin      | Divers droite     | 182          | 0,71         |             |             |  |
|                | Victor Villodre           | PT                | 139          | 0,55         |             |             |  |
|                | Marie-Ariane Prost        | Divers            | 63           | 0,25         |             |             |  |
|                |                           |                   |              |              |             |             |  |
| Inscrits       | Inscrits                  | Inscrits          | 43 691       | 100,00       | 43 691      | 100,00      |  |
| Abstentions    | Abstentions               | Abstentions       | 17 484       | 40,02        | 15 855      | 36,29       |  |
| Votants        | Votants                   | Votants           | 26 207       | 59,98        | 27 836      | 63,71       |  |
| Blancs et nuls | Blancs et nuls            | Blancs et nuls    | 716          | 2,73         | 1 513       | 5,44        |  |
| Exprimés       | Exprimés                  | Exprimés          | 25 491       | 97,27        | 26 323      | 94,56       |  |

Le suppléant de Guy Hermier était Jean Dufour. Jean Dufour remplaça Guy Hermier, décédé, du 29 juillet 2001 au 18 juin 2002.

### Élections législatives de 2002
| Candidat                          | Candidat            | Parti             | Premier tour | Premier tour | Second tour | Second tour |  |
| Candidat                          | Candidat            | Parti             | Voix         | %            | Voix        | %           |  |
| --------------------------------- | ------------------- | ----------------- | ------------ | ------------ | ----------- | ----------- |  |
|                                   | Frédéric Dutoit élu | PCF               | 6 163        | 25,86        | 13 272      | 64,8        |  |
|                                   | Jean-Pierre Baumann | FN                | 5 824        | 24,44        | 7 208       | 35,2        |  |
|                                   | Patrick Mennucci    | PS                | 4 280        | 17,96        |             |             |  |
|                                   | François Franceschi | UMP               | 3 956        | 16,6         |             |             |  |
|                                   | Karim Zéribi        | Pôle républicain  | 1 021        | 4,28         |             |             |  |
|                                   | Hubert Savon        | MNR               | 912          | 3,83         |             |             |  |
|                                   | Patrice Daude       | LT-LNÉ            | 340          | 1,43         |             |             |  |
|                                   | Marion Millo        | LCR               | 306          | 1,28         |             |             |  |
|                                   | André Pibarot       | Divers droite     | 254          | 1,07         |             |             |  |
|                                   | Sylvie Moyen        | LO                | 183          | 0,77         |             |             |  |
|                                   | Philippe Gerbaud    | Divers écologiste | 151          | 0,63         |             |             |  |
|                                   | Florence Morini     | CPNT              | 135          | 0,57         |             |             |  |
|                                   | Jacques Lhuillier   | CNIP              | 89           | 0,37         |             |             |  |
|                                   | Pâquerette Pecoraro | MÉI               | 83           | 0,35         |             |             |  |
|                                   | Gwenaëlle Turbant   | GÉ                | 74           | 0,31         |             |             |  |
|                                   | Edith Giroux        | PT                | 62           | 0,26         |             |             |  |
|                                   | Joëlle Boulay       | Les Verts         | 0            | 0            |             |             |  |
|                                   | Slim Matmati        | Divers            | 0            | 0            |             |             |  |
|                                   |                     |                   |              |              |             |             |  |
| Inscrits                          | Inscrits            | Inscrits          | 42 843       | 100,00       | 42 836      | 100,00      |  |
| Abstentions                       | Abstentions         | Abstentions       | 18 680       | 43,6         | 21 406      | 49,97       |  |
| Votants                           | Votants             | Votants           | 24 163       | 56,4         | 21 430      | 50,03       |  |
| Blancs et nuls                    | Blancs et nuls      | Blancs et nuls    | 330          | 1,37         | 950         | 4,43        |  |
| Exprimés                          | Exprimés            | Exprimés          | 23 833       | 98,63        | 20 480      | 95,57       |  |
| Source : Ministère de l'Intérieur |                     |                   |              |              |             |             |  |

La suppléante de Frédéric Dutoit était Simone Hermier, épouse de Guy Hermier.

### Élections législatives de 2007
| Candidat                          | Candidat                | Parti          | Premier tour | Premier tour | Second tour | Second tour |  |
| Candidat                          | Candidat                | Parti          | Voix         | %            | Voix        | %           |  |
| --------------------------------- | ----------------------- | -------------- | ------------ | ------------ | ----------- | ----------- |  |
|                                   | Henri Jibrayel élu      | PS             | 6 355        | 25,82        | 13 224      | 57,41       |  |
|                                   | Bernard Susini          | UMP            | 6 249        | 25,39        | 9 812       | 42,59       |  |
|                                   | Frédéric Dutoit sortant | PCF            | 4 668        | 18,96        |             |             |  |
|                                   | Karim Zéribi            | Divers gauche  | 2 748        | 11,16        |             |             |  |
|                                   | Jean-Pierre Baumann     | FN             | 2 075        | 8,43         |             |             |  |
|                                   | Slimane Azzoug          | UDF–MoDem      | 690          | 2,8          |             |             |  |
|                                   | Christophe Jerez        | MPF            | 308          | 1,25         |             |             |  |
|                                   | Joëlle Boulay           | Les Verts      | 284          | 1,15         |             |             |  |
|                                   | Michel Gruselle         | diss. PCF      | 254          | 1,03         |             |             |  |
|                                   | Eméa Vlaemynck          | LT-LNÉ         | 222          | 0,9          |             |             |  |
|                                   | Hubert Savon            | MNR            | 202          | 0,82         |             |             |  |
|                                   | Hassani Saïd            | GÉ             | 159          | 0,65         |             |             |  |
|                                   | Sylvie Moyen            | LO             | 152          | 0,62         |             |             |  |
|                                   | André Pibarot           | Divers droite  | 124          | 0,5          |             |             |  |
|                                   | Régine Seren            | Divers         | 62           | 0,25         |             |             |  |
|                                   | Raoul Cayol             | DLR            | 60           | 0,24         |             |             |  |
|                                   | Marcelle Keller         | Divers         | 2            | 0,01         |             |             |  |
|                                   |                         |                |              |              |             |             |  |
| Inscrits                          | Inscrits                | Inscrits       | 48 055       | 100,00       | 48 045      | 100,00      |  |
| Abstentions                       | Abstentions             | Abstentions    | 23 082       | 48,03        | 24 008      | 49,97       |  |
| Votants                           | Votants                 | Votants        | 24 973       | 51,97        | 24 037      | 50,03       |  |
| Blancs et nuls                    | Blancs et nuls          | Blancs et nuls | 359          | 1,44         | 1 001       | 4,16        |  |
| Exprimés                          | Exprimés                | Exprimés       | 24 614       | 98,56        | 23 036      | 95,84       |  |
| Source : Ministère de l'Intérieur |                         |                |              |              |             |             |  |

Le suppléant d'Henri Jibrayel était Gérard Polizzi, agent hospitalier.

### Élections législatives de 2012
| Candidat       | Candidat                 | Parti          | Premier tour | Premier tour | Second tour | Second tour |  |
| Candidat       | Candidat                 | Parti          | Voix         | %            | Voix        | %           |  |
| -------------- | ------------------------ | -------------- | ------------ | ------------ | ----------- | ----------- |  |
|                | Patrick Mennucci élu     | PS             | 10 135       | 33,26        | 19 163      | 70,51       |  |
|                | Marie-Claude Aucouturier | FN (RBM)       | 4 356        | 14,30        | 8 015       | 29,49       |  |
|                | Solange Biaggi           | UMP            | 4 253        | 13,96        |             |             |  |
|                | Lisette Narducci         | diss. PS       | 4 135        | 13,57        |             |             |  |
|                | Marie-José Cermolacce    | PCF (FG)       | 3 414        | 11,20        |             |             |  |
|                | Sébastien Barles         | EÉLV           | 1 882        | 6,18         |             |             |  |
|                | Mohamed El Rharbaye      | Divers gauche  | 604          | 1,98         |             |             |  |
|                | Sophie Goy               | MoDem (CpF)    | 354          | 1,16         |             |             |  |
|                | Farid Soilihi            | AÉI            | 290          | 0,95         |             |             |  |
|                | Bernard Talles           | LT-LNÉ         | 216          | 0,71         |             |             |  |
|                | Omar Djellil             | Divers         | 198          | 0,65         |             |             |  |
|                | Thierry Noël             | MOC            | 159          | 0,52         |             |             |  |
|                | Kévin Vacher             | NPA            | 158          | 0,52         |             |             |  |
|                | Gérald Ubaud             | DLR            | 110          | 0,36         |             |             |  |
|                | Rémy Bazzali             | LO             | 77           | 0,25         |             |             |  |
|                | Mihdhoir Ibrahima Said   | S&P            | 65           | 0,21         |             |             |  |
|                | Victor Villodre          | POI            | 64           | 0,21         |             |             |  |
|                | Hamoud Benani            | Divers gauche  | 0            | 0,00         |             |             |  |
|                |                          |                |              |              |             |             |  |
| Inscrits       | Inscrits                 | Inscrits       | 58 700       | 100,00       | 58 696      | 100,00      |  |
| Abstentions    | Abstentions              | Abstentions    | 27 836       | 47,42        | 30 179      | 51,42       |  |
| Votants        | Votants                  | Votants        | 30 864       | 52,58        | 28 517      | 48,58       |  |
| Blancs et nuls | Blancs et nuls           | Blancs et nuls | 394          | 1,28         | 1 339       | 4,7         |  |
| Exprimés       | Exprimés                 | Exprimés       | 30 470       | 98,72        | 27 178      | 95,3        |  |

La suppléante de Patrick Mennucci était Nassera Benmarnia, assistante parlementaire.

### Élections législatives de 2017
Les élections législatives se sont déroulées les dimanches 11 et 18 juin 2017.
|                                                                                    | |                           |                           |                          |                          |
|                                                                                    | | Premier tour 11 juin 2017 | Premier tour 11 juin 2017 | Second tour 18 juin 2017 | Second tour 18 juin 2017 |
|                                                                                    | |                           |                           |                          |                          |
|                                                                                    | | Nombre                    | % des inscrits            | Nombre                   | % des inscrits           |
| Inscrits                                                                           | Inscrits                                                                                                 | 59 698                    | 100,00                    | 59 685                   | 100,00                   |
| Abstentions                                                                        | Abstentions                                                                                              | 34 540                    | 57,86                     | 38 331                   | 64,22                    |
| Votants                                                                            | Votants                                                                                                  | 25 158                    | 42,14                     | 21 354                   | 35,78                    |
|                                                                                    | |                           | % des votants             |                          | % des votants            |
| Bulletins blancs                                                                   | Bulletins blancs                                                                                         | 304                       | 1,21                      | 1 061                    | 4,97                     |
| Bulletins nuls                                                                     | Bulletins nuls                                                                                           | 193                       | 0,77                      | 389                      | 1,82                     |
| Suffrages exprimés                                                                 | Suffrages exprimés                                                                                       | 24 661                    | 98,02                     | 19 904                   | 93,21                    |
|                                                                                    | |                           |                           |                          |                          |
| Candidat Étiquette politique (partis et alliances)                                 | Candidat Étiquette politique (partis et alliances)                                                       | Voix                      | % des exprimés            | Voix                     | % des exprimés           |
|                                                                                    | |                           |                           |                          |                          |
|                                                                                    | Jean-Luc Mélenchon La France insoumise                                                                   | 8 460                     | 34,31                     | 11 912                   | 59,85                    |
|                                                                                    | Corinne Versini La République en marche                                                                  | 5 587                     | 22,66                     | 7 992                    | 40,15                    |
|                                                                                    | Patrick Mennucci (député sortant) Parti socialiste (Europe Écologie Les Verts)                           | 3 065                     | 12,43                     |                          |                          |
|                                                                                    | Jeanne Marti Front national                                                                              | 2 692                     | 10,92                     |                          |                          |
|                                                                                    | Solange Biaggi Les Républicains (Union des démocrates et indépendants)                                   | 2 621                     | 10,63                     |                          |                          |
|                                                                                    | Lydie Gandon Écologiste (Mouvement écologiste indépendant - Le Trèfle - Mouvement hommes animaux nature) | 409                       | 1,66                      |                          |                          |
|                                                                                    | Jean Kergomard Divers gauche (Nouvelle Donne)                                                            | 221                       | 0,90                      |                          |                          |
|                                                                                    | Halidi Aboubacar Divers gauche (Mouvement 100 % )                                                        | 200                       | 0,81                      |                          |                          |
|                                                                                    | Zita Etoundi Divers (#MaVoix)                                                                            | 194                       | 0,79                      |                          |                          |
|                                                                                    | Nora Akhazzane Divers                                                                                    | 191                       | 0,77                      |                          |                          |
|                                                                                    | Isabelle Bonnet Lutte ouvrière                                                                           | 178                       | 0,72                      |                          |                          |
|                                                                                    | Mohamed Naïli Divers (Union populaire républicaine)                                                      | 155                       | 0,63                      |                          |                          |
|                                                                                    | Cyril Bret Divers (Parti animaliste)                                                                     | 148                       | 0,60                      |                          |                          |
|                                                                                    | Gabriel Duplaix Debout la France                                                                         | 147                       | 0,60                      |                          |                          |
|                                                                                    | Ferdinand Richard Divers gauche (Mouvement des progressistes)                                            | 133                       | 0,54                      |                          |                          |
|                                                                                    | Martine Carpentier Extrême droite (Union des patriotes - Souveraineté, identité et libertés)             | 111                       | 0,45                      |                          |                          |
|                                                                                    | Léo-Hassan Tahiri Divers                                                                                 | 89                        | 0,36                      |                          |                          |
|                                                                                    | Julie Bouhet-Massiani Régionaliste (Femu a Corsica)                                                      | 37                        | 0,15                      |                          |                          |
|                                                                                    | Jean-Victor Shilling-Ford Divers (La République en marche ! diss.)                                       | 23                        | 0,09                      |                          |                          |
|                                                                                    | Selma Boudouaya Divers droite                                                                            | 0                         | 0,00                      |                          |                          |
| Source : Ministère de l'Intérieur - Quatrième circonscription des Bouches-du-Rhône | |                           |                           |                          |                          |

La suppléante de Jean-Luc Mélenchon était Sophie Camard, comptable.

### Élections législatives de 2022
| Résultats des élections législatives des 12 et 19 juin 2022 de la 4e circonscription des Bouches-du-Rhône |                          |                          |                          |              |              |             |             |
| Candidat                                                                                                  | Candidat                 | Parti et coalition       | Nuance                   | Premier tour | Premier tour | Second tour | Second tour |
| Candidat                                                                                                  | Candidat                 | Parti et coalition       | Nuance                   | Voix         | %            | Voix        | %           |
| | Manuel Bompard           | LFI (NUPES)              | NUP                      | 13 871       | 56,04        | 17 118      | 73,92       |
| | Najat Akodad             | LREM (ENS)               | ENS                      | 3 683        | 14,88        | 6 040       | 26,08       |
| | Julien Tellier           | RN                       | RN                       | 2 396        | 9,68         |             |             |
| | Solange Biaggi           | LR (UDC)                 | LR                       | 1 176        | 4,75         |             |             |
| | Sandrine Rastit          | REC                      | REC                      | 910          | 3,68         |             |             |
| | Elisabeth Vincetti       | LT-LNÉ (TUPV)            | ECO                      | 723          | 2,92         |             |             |
| | Miloud Boualem           | MoDem diss.              | DVC                      | 434          | 1,75         |             |             |
| | Kaouther Ben Mohamed     | SE                       | DIV                      | 362          | 1,46         |             |             |
| | Wally Tirera             | EAC                      | ECO                      | 292          | 1,18         |             |             |
| | Isabelle Bonnet          | LO                       | DXG                      | 269          | 1,09         |             |             |
| | Majid Bensaid            | UDMF                     | DIV                      | 213          | 0,86         |             |             |
| | Mathilde Heuguet         | PA                       | ECO                      | 201          | 0,81         |             |             |
| | Martine Dupuy            | POID                     | DXG                      | 142          | 0,57         |             |             |
| | Léa Manicacci            | FaC (RPS)                | REG                      | 80           | 0,32         |             |             |
| Votes valides                                                                                             | Votes valides            | Votes valides            | Votes valides            | 24 752       | 98,16        | 23 158      | 94,87       |
| Votes blancs                                                                                              | Votes blancs             | Votes blancs             | Votes blancs             | 329          | 1,30         | 882         | 3,61        |
| Votes nuls                                                                                                | Votes nuls               | Votes nuls               | Votes nuls               | 134          | 0,53         | 371         | 1,52        |
| Total | Total                    | Total                    | Total                    | 25 215       | 100          | 24 411      | 100         |
| Abstention                                                                                                | Abstention               | Abstention               | Abstention               | 39 722       | 61,17        | 40 532      | 62,41       |
| Inscrits / participation                                                                                  | Inscrits / participation | Inscrits / participation | Inscrits / participation | 64 937       | 38,83        | 64 943      | 37,59       |

La suppléante de Manuel Bompard était Kalila Sevin, docteur en sciences économiques.

### Élections législatives de 2024
| Candidat                 | Candidat                     | Parti et coalition       | Nuance                   | Premier tour | Premier tour |
| Candidat                 | Candidat                     | Parti et coalition       | Nuance                   | Voix         | %            |
| ------------------------ | ---------------------------- | ------------------------ | ------------------------ | ------------ | ------------ |
|                          | Manuel Bompard               | LFI (NFP)                | UG                       | 26 712       | 67,49        |
|                          | Aurélie Quinquis             | RN                       | RN                       | 5 973        | 15,09        |
|                          | Malika Torchi                | RE (ENS)                 | ENS                      | 4 370        | 11,04        |
|                          | Carime Igo                   | LR                       | LR                       | 830          | 2,10         |
|                          | Anthony Demont               | UDI - VD                 | ECO                      | 723          | 1,83         |
|                          | Florian Trevisan             | REC                      | REC                      | 323          | 0,82         |
|                          | Isabelle Bonnet              | LO                       | EXG                      | 256          | 0,65         |
|                          | Leila Behairi                | Équinoxe                 | ECO                      | 204          | 0,52         |
|                          | Stéphane Pernice             | PT                       | EXG                      | 178          | 0,45         |
|                          | Kylian Jacky Jean-Luc Visage | SE                       | DIV                      | 11           | 0,03         |
|                          | Léa Félice Ferrandi          | FaC (R&PS)               | REG                      | 1            | 0,00         |
|                          | Eva-Françoise Faye           | SE                       | DVG                      | 0            | 0,00         |
|                          |                              |                          |                          |              |              |
| Suffrages exprimés       | Suffrages exprimés           | Suffrages exprimés       | Suffrages exprimés       | 39 581       | 98,10        |
| Votes blancs             | Votes blancs                 | Votes blancs             | Votes blancs             | 459          | 1,14         |
| Votes nuls               | Votes nuls                   | Votes nuls               | Votes nuls               | 308          | 0,76         |
| Total                    | Total                        | Total                    | Total                    | 40 348       | 100          |
| Abstention               | Abstention                   | Abstention               | Abstention               | 26 955       | 40,05        |
| Inscrits / participation | Inscrits / participation     | Inscrits / participation | Inscrits / participation | 67 303       | 59,95        |

La suppléante de Manuel Bompard est Kalila Sevin.